# السرب 114 (إسرائيل)
تشكل السرب 114 التابع للقوات الجوية الإسرائيلية، المعروف أيضاً باسم (سرب قادة الليل) (بالعبرية: טייסת מובילי הלילה) في يناير 1966. وهو سرب مروحيات طراز سي إتش-53 (ياعسور) يتمركز في قاعدة تل نوف الجوية.